# Seznam dílů seriálu Muž s posláním
Toto je seznam dílů seriálu Muž s posláním.

## Přehled řad
| Řada | Díly | Premiéra v USA | Premiéra v USA | Premiéra v ČR     | Premiéra v ČR  |
| Řada | Díly | První díl      | Poslední díl   | První díl         | Poslední díl   |
| ---- | ---- | -------------- | -------------- | ----------------- | -------------- |
| 1    | 16   | 23. září 2011  | 2. března 2012 | 5. listopadu 2013 | 4. března 2014 |

## Seznam dílů
| Č. v seriálu | Původní název                      | Český název              | Režie              | Scénář                         | Premiéra v USA     | Premiéra v ČR      |
| ------------ | ---------------------------------- | ------------------------ | ------------------ | ------------------------------ | ------------------ | ------------------ |
| 1            | Pilot                              | —                        | Jonathan Demme     | Susannah Grant                 | 23. září 2011      | 5. listopadu 2013  |
| 2            | In Case of All Hell Breaking Loose | Když se rozpoutá peklo   | Jonathan Kaplan    | Neal Baer a Daniel Truly       | 30. září 2011      | 12. listopadu 2013 |
| 3            | In Case of Discomfort              | V případě nepohodlí      | Peter Werner       | Jonathan Greene                | 7. října 2011      | 19. listopadu 2013 |
| 4            | In Case of Separation Anxiety      | Pocit osamění            | Jonathan Kaplan    | Alison Tatlock                 | 14. října 2011     | 26. listopadu 2013 |
| 5            | In Case of Loss of Control         | Ztráta kontroly          | David Platt        | Daniel Truly                   | 21. října 2011     | 3. prosince 2013   |
| 6            | In Case of Memory Loss             | Ztráta paměti            | David Platt        | Lisa Melamed                   | 4. listopadu 2011  | 10. prosince 2013  |
| 7            | In Case of Exposure                | S pravdou ven            | Peter Werner       | Adam S. Simon                  | 11. listopadu 2011 | 17. prosince 2013  |
| 8            | In Case of Missed Communications   | V případě nedorozumění   | Donna Deitch       | Jonathan Greene                | 18. listopadu 2011 | 7. ledna 2014      |
| 9            | In Case of Abnormal Rhythm         | Arytmie                  | Constantine Makris | Becky Mode                     | 2. prosince 2011   | 14. ledna 2014     |
| 10           | In Case of a Bolt from the Blue    | Zásah z čistého nebe     | John Coles         | Dawn DeNoon                    | 6. ledna 2012      | 21. ledna 2014     |
| 11           | In Case of (Re)Birth               | Případ nechtěného dítěte | Adam Bernstein     | Lisa Melamed a Alison Tatlock  | 13. ledna 2012     | 28. ledna 2014     |
| 12           | In Case of Blind Spots             | Případ částečné slepoty  | Peter Leto         | Zachary Lutsky                 | 3. února 2012      | 4. února 2014      |
| 13           | In Case of Complications           | Komplikace               | Ed Ornelas         | Daniel Truly a Jonathan Greene | 10. února 2012     | 11. února 2014     |
| 14           | In Case of Co-Dependants           | Stejné příznaky          | Eriq LaSalle       | Dawn DeNoon                    | 17. února 2012     | 18. února 2014     |
| 15           | In Case of Letting Go              | Jsou odchody a odchody   | Constantine Makris | Alison Tatlock a Lisa Melamed  | 24. února 2012     | 25. února 2014     |
| 16           | In Case of Heart Failure           | Srdeční záležitosti      | David Platt        | Neal Bear a Daniel Truly       | 2. března 2012     | 4. března 2014     |